# Ezporogi
Ezporogi (en basc, oficialment en castellà Ezprogui) és un municipi de Navarra, a la comarca de Sangüesa, dins la merindad de Sangüesa. El municipi està format pel concejo d'Ayesa i l'indret habitat de Moriones.

## Demografia
| Evolució demogràfica                                | Evolució demogràfica | Evolució demogràfica | Evolució demogràfica | Evolució demogràfica | Evolució demogràfica | Evolució demogràfica | Evolució demogràfica | Evolució demogràfica | Evolució demogràfica | Evolució demogràfica |
| 1996                                                | 1998                 | 1999                 | 2000                 | 2001                 | 2002                 | 2003                 | 2004                 | 2005                 | 2006                 | 2007                 |
| --------------------------------------------------- | -------------------- | -------------------- | -------------------- | -------------------- | -------------------- | -------------------- | -------------------- | -------------------- | -------------------- | -------------------- |
| 67                                                  | 65                   | 64                   | 63                   | 64                   | 62                   | 59                   | 62                   | 62                   | 60                   | 57                   |
| Fonts: Ezporogi i Institut d'Estadística de Navarra |                      |                      |                      |                      |                      |                      |                      |                      |                      |                      |